# Mary Noothoven van Goor
Maria Geertruida (Mary) Noothoven van Goor (Sloten, 28 december 1911 - Amsterdam, 25 april 2004) was een Nederlandse schrijfster en beeldend kunstenaar. Als kunstschilder was zij autodidact. Haar werk is expressief surrealistisch. In 1937 trouwde zij met Mr. J. Mastenbroek, waarvan zij in 1957 scheidde.
Mary Noothoven van Goor publiceerde in het begin van de jaren 50 enkele boeken, die een groot lezerspubliek trokken in Nederland en in Duitsland. Zij begon in 1958, na een visionaire ervaring tijdens een narcose, zonder verdere vooropleiding te schilderen. De stijl van haar schilderwerk was aanvankelijk naïef figuratief maar ontwikkelde zich later naar visionair abstract expressionisme. In 1988 en 1990  publiceerde  zij weer twee boeken en zij schreef meerdere artikelen voor tijdschriften als Jonas en Ruim. Op 23 december 1996 werd op Nederland 1 een tv-uitzending aan haar gewijd in de serie Paradijsvogels.

## Artikelen
- Het tijdschrift 'Jonas', uitgegeven door haar zoon, publiceerde haar artikelen over o.a. Gustav Mahler, Adriaan Roland Holst, Arvo Pärt, Hildegard Knef, Krishnamurti, Etty Hillesum, Rudolf Steiner en Madame Blavatsky.
- Het literaire tijdschrift 'Ruim' publiceerde in 1996 haar essay over Carry van Bruggen.

## Boeken
- Sarabande, uitg. Contact, 1950, '52, '54; als Het Meisje Jennifer bij uitg. van Holkema en Warendorf 1963, '64
- Vrome Heidenen, uitg. Contact, 1954
- De Getekenden, uitg. Malte, 1988
- Geheim is Geheim, uitg. Appelbloesem Pers, 1990